# Dialeges pauper
Dialeges pauper là một loài bọ cánh cứng trong họ Cerambycidae.